# Blanquismus

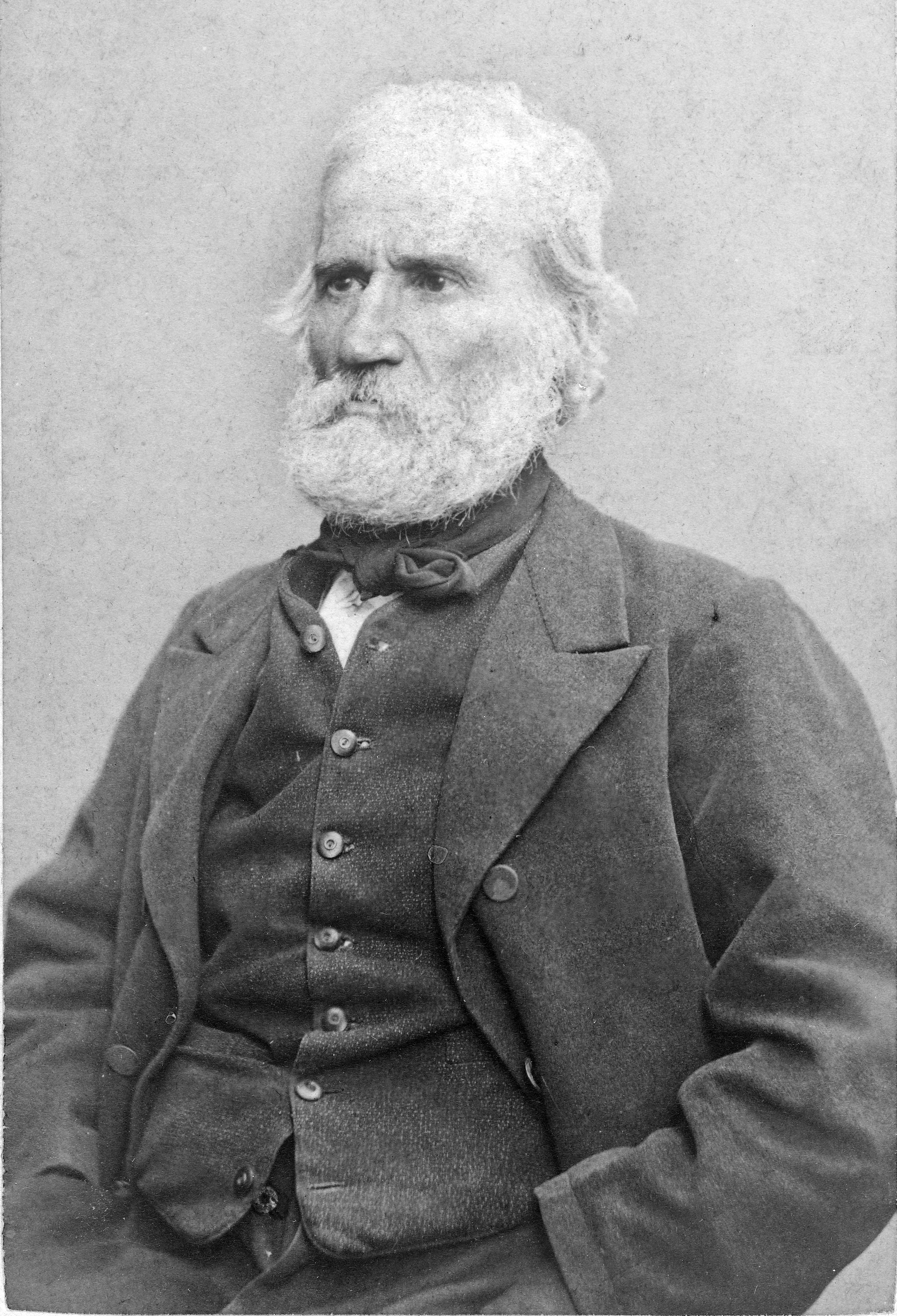
Louis August Blanqui, zakladatel blanquismu

Blanquismus je levicově zaměřené politické hnutí pocházející z Francie z 19. století, které vychází zejména z tezí francouzského revolucionáře Louise Augusta Blanquiho. Jeho hlavní premisou je, že úspěšná revoluce by vždy měla být výsledkem činnosti malé, dobře organizované skupiny revolucionářů. Tato skupina bude většinovému lidu s revolucí následně nápomocná a po pádu starého režimu jim bude svěřena do rukou povinnost ustanovit nový režim (kterému by předcházela dočasná diktatura dané revolucionářské skupiny, jež by umožnila zavedení nových pořádků; teprve poté by byla moc svěřena do rukou národa).

## Blanquismus a socialismus
Blanquismus bývá někdy považován za příbuzný se socialismem, protože se oba zabývají přechodem moci do rukou proletariátu a následného zlepšení jeho životních podmínek a zrovnoprávnění společnosti. S tímto tvrzením však většina významných socialistických myslitelů v pozdějších dobách (Engels, Lenin) nesouhlasila, a vůči blanquismu se vymezovala.
Hlavním problémovým aspektem blanquismu je v tomto ohledu jeho malý důraz na roli proletariátu v revoluci a využití diktatury menšiny pro změnu státního zřízení. Tento mezikrok byl později často vykládán jako jdoucí proti základním cílům a principům socialismu. Způsob provedení revoluce je u blanquismu navíc upřednostněn před jejími výsledky (blanquismus se zabývá spíše postupem, jak provést úspěšnou revoluci a svrhnout systém dominovaný buržoazií – společnost, která by z této změny vzešla, je považována za další bod po revoluci samotné, jehož dosažení není samozřejmostí).
Často zmiňovaným případem kolize blanquismu a socialismu jsou teze Rosy Luxemburgové a Eduarda Bernsteina, podle nichž socialistické teorie Vladimira Lenina jsou v některých bodech blanquismem ovlivněny. Lenin toto tvrzení odmítl a jako protiargument uvedl zejména fakt, že blanquismus zdůrazňuje akci menšiny spíše než snahy celého proletariátu. Mimo to také upozornil, že výraz „blanquismus“ byl v té době často využíván odpůrci socialismu jako derogativní termín pro snahy lidu o získání většího podílu moci – sloužil tudíž jako způsob, jak lid od podobných snah odradit, a tím pádem se mu levice sama spíše vyhýbala.

## Kořeny a historie
Základy blanquismu se zrodily v prostředí průmyslové revoluce (první polovina 19. století), které doprovázel vznik a rychlý růst dělnické třídy, jež se potýkala s výrazně špatnými životními podmínkami. Blanquismus považoval, podobně jako socialismus, tuto situaci za důsledek sociální nerovnosti, která by však mohla být vyřešena a urovnána skrze politickou aktivitu – sám Blanqui razantně odmítal jakékoli politické hnutí či státní zřízení, které by vnímalo národ jakožto pouhou skupinu entit bez vlastní vůle, ovládaných jakoukoli vyšší mocí (např. Bůh), a místo toho lidi považoval za aktivní osoby schopné z vlastní vůle jednat a iniciovat jednání, které by vedlo ke změně. Tento názor se promítl také do blanquismu. Podobný vliv měly také události Velké francouzské revoluce a pozdějších povstání či revolucí v průběhu 19. století, jejichž dlouhodobý neúspěch vedl ke vzniku blanquistické teorie, že úspěšnou revoluci musí řídit malá koordinovaná skupina, spíše než masy. Tato teorie se v průběhu Blanquiho života stala relativním paradoxem jako důsledek mnoha Blanquiho zapojení do různých revolucí (červencová revoluce, únorová revoluce atp.), z nichž žádná neuspěla, přestože byly v souladu s Blanquiho představami.
Blanquismus se těšil největší oblibě v průběhu 30. až 90. let 19. století, tedy zejména za Blanquiho života. Tento termín měl však tehdy dva různé významy – zatímco Blanquiho stoupenci tak označovali rozvíjející se směr vycházející z jeho názorů (tento význam přetrval), v kruzích, kde nebyl v oblibě, tak byla označována různorodá hnutí s cílem svrhnout stávající systém (v tomto ohledu se jednalo o pouhé rétorické označení s negativní konotací, využívané zejména pro diskreditaci levicových snah o změnu politického systému).

### Centrální revoluční komitét

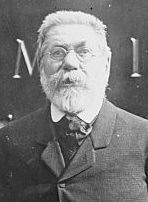
Édouard Vaillant, vůdce Centrálního revolučního komitétu a později Socialistické revoluční strany

Centrální revoluční komitét (ve francouzském originálu Comité révolutionnaire central, zkráceně CRC) byla blanquistická politická strana v době Třetí Francouzské republiky. CRC byla aktivní v letech 1881–1898. Byla založena E. Vaillantem jakožto pokračování Blanquiho vlastních snah v politické sféře (Blanqui sám zemřel v roce 1881, krátce před založením strany). CRC bylo výrazně oslabeno v průběhu roku 1888 rozdělením strany, v rámci kterého velké množství členů přešlo k boulangismu. Po rozdělení strany Vaillant přeformuloval hlavní cíle strany, která se poté soustředila převážně na využití syndikalismu a generálních stávek k prosazení vůle proletariátu, v tomto bodě již tudíž došlo ke značnému odklonu od klasických blanquistických tezí. V roce 1898 se Centrální revoluční komitét spojil s Komunistickou aliancí (ACR), v průběhu toho samého roku došlo k jeho přerodu v Socialistickou revoluční stranu (PSR).